# Niedenstein
Niedenstein é um município da Alemanha, situado no distrito de Schwalm-Eder, no estado de Hesse. Tem 30,61 km² de área, e sua população em 2019 foi estimada em 5.299 habitantes.